# Jerry Falwell Jr.
Jerry Lamon Falwell Jr., né le 17 juin 1962 à Lynchburg (Virginie), est un avocat américain, ancien administrateur universitaire et ancien membre éminent de la communauté chrétienne évangélique. À partir de sa nomination en 2007 à la mort de son père, le télévangéliste et militant conservateur Jerry Falwell, Jerry Falwell Jr. est président de l'université Liberty à Lynchburg, en Virginie, jusqu'à sa démission en août 2020.

## Biographie
Son père est Jerry Falwell, un pasteur évangélique baptiste américain et un télévangéliste. Il est le fondateur de la Thomas Road Baptist Church à Lynchburg, membre de l'Association biblique baptiste internationale. Il fonde aussi l'université Liberty à Lynchburg en 1971,.
Jerry Falwell Jr. suit sa scolarité au sein de l'école privée Liberty Christian Academy (en). Il y obtient son diplôme en 1980. Puis il rejoint l'université Liberty et réussit son B.A. en études religieuses. Il rejoint alors l'université de Virginie pour obtenir un diplôme en droit.
En 2007, à la mort de son père, Jerry Falwell Jr. devient  le président de l'université Liberty. Sous sa présidence l'université devient une des principales universités en ligne des États-Unis avec une réserve de fonds de plus de 1,5 milliard de dollars .
À la suite de la fusillade de San Bernardino en 2015, Jerry Falwell Jr. incite les étudiants de l'université Liberty à porter une arme, afin qu'ils « soient préparés et capables de se défendre par eux-mêmes » .
Lors des primaires présidentielles du Parti républicain américain de 2016, Jerry Falwell Jr. soutient Donald Trump , alors qu'à l'époque les évangéliques sont majoritairement favorables au sénateur Ted Cruz. Il déclare alors : « Je pense que Donald Trump vit une vie d'amour et d'aide à autrui, conformément à l'enseignement de Jésus. »,.
En novembre 2019, Jerry Falwell Jr. et  Charlie Kirk  ont cofondé le « Falkirk Center for Faith and Liberty », qui se présente comme un Think tank de droite, financé, détenu et hébergé par la Liberty University,,.
Au début de l'année 2020, lors de la pandémie de Covid-19, Jerry Falwell Jr. tient des propos complotistes, lors de l'émission Fox & Friends sur Fox News, considérant que le virus a été créé « à la fois par les démocrates et par les Nord-Coréens » pour nuire à la présidence de Donald Trump,.
En 2023, Jerry Falwell Jr. réclame 8,5 millions de dollars de prestations de retraite à l'université de Lynchburg.

### Affaires sexuelles
Jerry Falwell Jr. quitte la présidence de l'université Liberty, en août 2020, à la suite de publications sur les réseaux sociaux de photos controversées dont une photo de lui avec la braguette ouverte et le ventre à l'air accompagné d'une assistante de sa femme, Becki Tilley, et la révélation d’une relation extraconjugale de celle-ci avec un autre homme, employé à la piscine de l'hôtel Fontainebleau Miami Beach, Giancarlo Granda ,. Ce dernier affirme qu’il a eu des relations sexuelles avec Becki Falwell pendant plusieurs années, Jerry Falwell Jr les regardant pendant leurs ébats. Si Falwell Jr. reconnait la liaison de sa femme, il affirme qu’il n’a pas participé à leurs relations, .
À la suite de ces révélations, une cinquantaine de pasteurs, anciens élèves de Liberty, demandent publiquement le limogeage de Jerry Falwell Jr. : « Son comportement embarrasse ceux qui travaillent non seulement à maintenir la réputation de l’université mais aussi à maintenir un témoignage positif au nom du Christ ». Selon un porte-parole de l'université, lors de la négociation d'un nouveau contrat en 2019, Jerry Falwell Jr. ne l'a pas informée d'affaires « scandaleuses et potentiellement préjudiciables au conseil d'administration de l'université ».
En 2022, le réalisateur Billy Corben (en) évoque cette affaire dans le documentaire God Forbid: The Sex Scandal That Brought Down a Dynasty, diffusé sur la plateforme Hulu.